# Удельное княжество

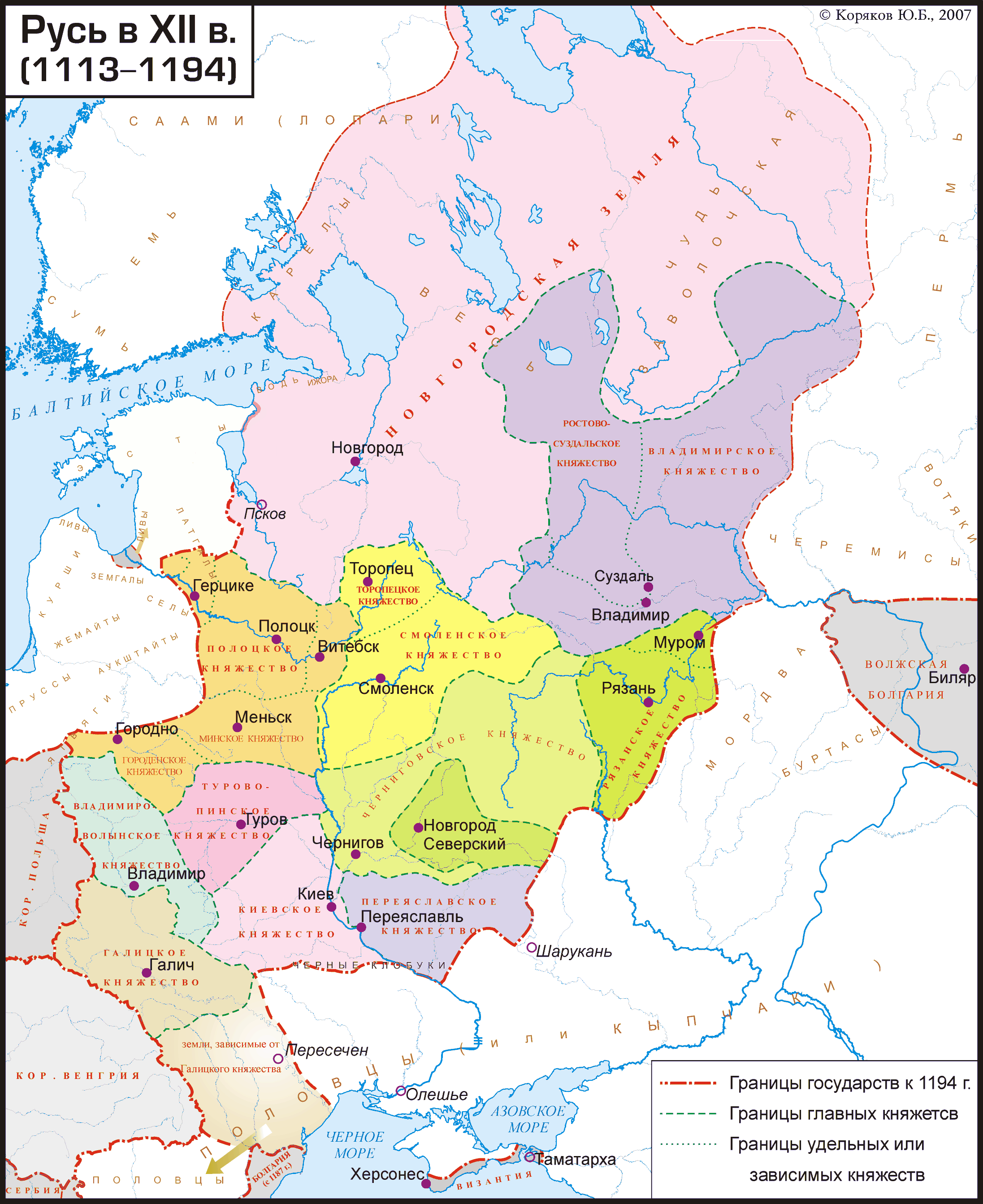
Удельные княжества на Руси в XII веке

Уде́льные кня́жества (уде́лы) (от делить) — территории (земли, стороны, страны) на Руси в XII—XVI веках, находившиеся во владении отдельных князей (удельный князь).
Княжеские уделы возникли на территории Древнерусского государства (Киевской Руси) в период феодальной раздробленности Руси.

## История
В отличие от Западной Европы, в Древней (Киевской) Руси не было обычая наследования по принципу майората (в узком смысле слова) или первородства (примогенитуры). В соответствии с действовавшими здесь обычаями свой надел (удел) получали все сыновья умершего князя (см. Лествичное право). По мере роста числа наследников на территории Древней (Киевской) Руси (Русь Северо-Восточная и Русь Северо-Западная) к середине XII века образовалось множество отдельных (удельных) княжеств. Удельные княжества, в свою очередь, дробились ещё на более мелкие уделы (удельные княжества).
Территория удельного княжества являлась владением князя. Чаще всего новые удельные княжества появлялись в результате земельных переделов, дарений и передачи в наследство. Формально удельные княжества (уделы) находились под властью великого князя, но имели свою монету, учреждения, власть, то есть являлись практически независимыми государствами. Появление удельных княжеств прекратилось в связи с образованием Русского централизованного государства. Последнее удельное княжество в Московском царстве — Угличское — было ликвидировано в 1591 году после смерти Дмитрия, сына Ивана IV Васильевича. В Великом княжестве Литовском отдельные удельные княжества просуществовали до конца XVIII века.
По В. О. Ключевскому, понятие «удел» появилось в исторических документах позднее XII века:

Уделами назывались те княжества, на которые распалась Северо-Восточная, верхневолжская Русь с XIII века, за исключением княжества Владимирского, что значит — были княжества младших князей. Самый этот термин «удел» становится известен в памятниках только с XIV века. Слово это заимствовано из терминологии частного гражданского права: уделом назывался раздел имущества движимого или недвижимого завещателем-отцом между детьми-наследниками. Так, в новгородских купчих XIV—XV веков покупатель пишет, что он купил у продавца «отчину», чем владел отец его — «по уделу отьча своего», то есть по разделу. Потом уделом стала называться доля, по разделу доставшаяся каждому наследнику, всё равно, состояла ли она из движимого или недвижимого имущества.— Ключевский В. О. Терминология русской истории. В кн.: В. О. Ключевский, Сочинения: В 8 т., Москва, т. VI: Специальные курсы, 129—275.